# (5839) GOI
(5839) GOI (1974 SJ3) – planetoida z pasa głównego asteroid okrążająca Słońce w ciągu 4,58 lat w średniej odległości 2,76 j.a. Odkryta 21 września 1974 roku.